# Бриньоне, Лилла
Лилла Бриньоне (итал. Lilla Brignone; 13 августа 1913, Рим — 24 марта 1984, Рим) — итальянская актриса.

## Биография
Родилась в семье режиссера Гуидо Бриньоне. Дед Уберто Палмар был известным театральным актером. На театральной сцене появилась еще в детском возрасте.
Лилла Бриньоне вошла в историю итальянского театра, как актриса большого драматического темперамента. Выступала под руководством выдающихся театральных режиссеров: Руджеро Руджери, Мемо Бенасси, Ренцо Риччи, Джорджо Стрелера, Сальво Рандоне, Витторио де Сика и Лукино Висконти.
Образы актрисы отличались сдержанностью и внутренней эмоциональной наполненностью. Лучшие роли в театре сыграла в пьесах Горького, Стриндберга, Пиранделло. С актером Джанни Сантуччи создала самый знаменитый театральный дуэт в Италии. С 1947 года — актриса театра «Пикколо» в Милане. Первая работа на экране в фильме Алессандро Блазетти — «Нерон» (1930). Играла в фильмах отца — Гуидо Бриньоне. В кино сотрудничал и с известными режиссерами Валерио Дзурлини, Сальваторе Сампьери, Паскуале Скуитьери, Жан Делануа, Луиджи Дзампа, Альберто Латтуады, Ренато Кастеллани, Алессандро Блазетти, Микеланджело Антониони.